# Milíčovice
Milíčovice (in tedesco Milleschitz) è un comune della Repubblica Ceca facente parte del distretto di Znojmo, in Moravia Meridionale.